# 141e brigade mécanisée
La 141e brigade d'infanterie (en ukrainien : 141-ша окрема піхотна бригада (141-ša okrema pichotna bryhada), unité militaire A4808) est une grande unité d'infanterie légère des forces terrestres ukrainiennes, subordonnée au commandement opérationnel « Ouest » et basée à Ostroh dans l' oblast de Rivne.

## Création
La brigade est créée le 15 février 2023 dans le cadre de l'élargissement de la Réserve de l'armée ukrainienne, regroupant des bataillons de fusiliers recrutés dans différentes régions d'Ukraine sous la responsabilité du commandement opérationnel « Ouest »,. Durant l'été et l'automne, le personnel de la brigade suit une formation dans la région de Lviv. 

## Chefs de corps
- Colonel Serhij Nazvanov (février 2023 – février 2024) [4],[3]
- Colonel Pavlo Hora (février 2024 – en fonction) [5]

## Historique
En mars 2024, la brigade est utilisée pour la première fois au front, étant déployée pour défendre le saillant de Robotyne, conquis lors de la contre-offensive de l'été 2023, en soutien de la 65e brigade mécanisée et de la 82e brigade d'assaut aérien.  Fin avril, elle se replie sur la partie nord du village, partiellement réoccupée par la 42e division de fusiliers motorisés.

## Structure

### Ordre de bataille
En décembre 2024, l'ordre de bataille connu de la brigade est le suivant :
- État-major de la brigade ;
  - 
    -  Compagnie de protection du QG ;
    -  unité de recrutement[9] ;

  -  451e bataillon de fusiliers (unité militaire A4932)[10] ;
  -  452e bataillon de fusiliers (unité militaire A4937) Moukatchevo oblast de Transcarpatie[11] ;
    -  État-major du bataillon ;
      - 
        -  Compagnie de protection du QG ;

      -  unité d'infanterie[12].
      -  batterie de mortiers[13] ;
      -  Peloton de reconnaissance [14] ;
      -  unité de tireur isolé [15].
      -  unité de génie[16] ;
      -  unité de transmission[17] ;
      -  groupe de soutiens matériel et logistique[18] ;
        -  unité de mobilité et de logistique [19],[20] ;
        -  unité de soutien matériel et d'hygiène[21],[22] ;
        -  ordinaire[23],[24].

      -  groupe de soutien psychologique[25] ;
      -  unité de protection NRBC[26] ;

  -  453e bataillon de fusiliers (unité militaire A4940)[27] ;
    -  unité de systèmes aériens sans pilote « La cuisine de l'enfer » (en ukrainien : Пекельна кухня)[28]

  -  454e bataillon de fusiliers (unité militaire A4943)[29] ;
  -  455e bataillon de fusiliers[30] ;
    -  état-major du bataillon ;
      - 
        -  compagnie de protection du QG ;

      -  peloton de drones[31] ;

  -  456e bataillon de fusiliers (unité militaire A4949) oblast de Tchernivtsi[32] ;
  -  Compagnie anti-chars ;
  -  Compagnie de reconnaissance ;
  -  Compagnie de défense anti-aérienne ;
  -  Compagnie du génie ;
  -  Compagnie de maintenance ;
  -  Compagnie médicale ;

### Équipements
La brigade est légèrement équipée. Elle dispose de véhicules BMP-2 russes, Bandvagn 206 suédois, et de Pick-up. Elle est aussi dotée d'armes antiaériennes, antichars et légères.

### Drapeau de motivation

drapeau de motivation bleu et jaune de la brigade

## Sources et bibliographie
1. ↑  (en) « Ukraine forms additional reserve forces », 21 giugno 2023
2. ↑  (ru) Alexey Sukonkin, « СПРАВОЧНО: механизированные войска Украины » [« RIFERIMENTO: truppe meccanizzate dell'Ucraina »],‎ 11 luglio 2023
3. 1 2  (uk) Рівненська обласна рада (Conseil régional de Rivne), « Захисники передали керівництву обласної ради прапор своєї бригади » [« Les défenseurs ont remis le drapeau de leur brigade à la direction du conseil régional »], sur ror.gov.ua, Рівненська обласна рада (Conseil régional de Rivne),‎ 9 octobre 2023 (consulté le 11 décembre 2024)
4. ↑  (uk) 141-ша окрема піхотна бригада, « Усе має свій початок та логічне завершення. » [« Tutto ha un inizio e una fine logica. »], sur Facebook,‎ 1 febbraio 2024
5. ↑  (uk) 141-ша окрема піхотна бригада, « Шановні захисники та захисниці України! » [« Cari difensori dell'Ucraina! »], sur Facebook,‎ 1 ottobre 2024
6. ↑  « Three Exhausted Ukrainian Brigades Guarded Robotyne. Just One Fresh Brigade—The 141st—Came To Help. », 17 mars 2024
7. ↑  Tom Cooper, « Ukraine War, 25 April 2024 », 25 aprile 2024
8. ↑  
(en) « 141st Infantry Brigade : 141-ша окрема піхотна бригада » [« 141e Brigade d'infanterie »], page récapitulative des informations en sources ouvertes de l'unité (compilation d'informations), sur militaryland.net,‎ 27 juillet 2024 (consulté le 8 septembre 2024).
9. ↑  (uk) service de communication de l'État-major général des forces armées de l'Ukraine, « Головнокомандувач Збройних Сил України визначив кожному командиру бригади створити штатний підрозділ рекрутингу » [« Le commandant en chef des forces armées ukrainiennes a décidé de créer une unité de recrutement à temps plein pour chaque commandant de brigade. »] (communiqué de presse), sur Збройні України (zsu.gov.ua),‎ 25 novembre 2024 (consulté le 30 novembre 2024).
10. ↑  « 451st Infantry Battalion »
11. ↑  « 452nd Infantry Battalion »
12. ↑  (uk) « Командир піхотного відділення : ВАКАНСІЯ » [« Commandant de la division d'infanterie »] (offre d'emploi), sur lobbyx.army (consulté le 11 décembre 2024).
13. ↑  (uk) « Командир взводу мінометної батареї : ВАКАНСІЯ » [« Le commandant de peloton de la batterie de mortiers »] (offre d'emploi), sur lobbyx.army (consulté le 11 décembre 2024).
14. ↑  (uk) « Командир розвідувального взводу : ВАКАНСІЯ » [« Commandant du peloton de reconnaissance »] (offre d'emploi), sur lobbyx.army (consulté le 11 décembre 2024).
15. ↑  (uk) « Снайпер : ВАКАНСІЯ » [« Tireur isolé »] (offre d'emploi), sur lobbyx.army (consulté le 11 décembre 2024).
16. ↑  (uk) « Сапер : ВАКАНСІЯ » [« Sapeur »] (offre d'emploi), sur lobbyx.army (consulté le 11 décembre 2024).
17. ↑  (uk) « Радіотелефоніст : ВАКАНСІЯ » [« Radiotéléphoniste »] (offre d'emploi), sur lobbyx.army (consulté le 11 décembre 2024).
18. ↑  (uk) « Сержант із матеріального забезпечення : ВАКАНСІЯ » [« Sergent de soutien matériel »] (offre d'emploi), sur lobbyx.army (consulté le 11 décembre 2024).
19. ↑  en ukrainien : автомобільного відділення (département automobile)
20. ↑  (uk) « Командир автомобільного відділення : ВАКАНСІЯ » [« Commandant du département automobile »] (offre d'emploi), sur lobbyx.army (consulté le 11 décembre 2024).
21. ↑  installation, approvisionnement et entretien du matériel d'hygiène (douches et lavabos de campagne, etc) en ukrainien : польової лазні (polʹovoyi lazni)
22. ↑  (uk) « Начальник польової лазні : ВАКАНСІЯ » [« Le chef du bain de campagne »] (offre d'emploi), sur lobbyx.army (consulté le 11 décembre 2024).
23. ↑  
  - L'ordinaire est la nourriture servie à la troupe et le nom de la cantine pour les militaires du rang, en ukrainien : столова (stolovaya).
24. ↑  (uk) « Начальник їдальні : ВАКАНСІЯ » [« Responsable de la cantine »] (offre d'emploi), sur lobbyx.army (consulté le 11 décembre 2024).
25. ↑  (uk) « Начальник групи психологічного супроводу : ВАКАНСІЯ » [« Responsable du groupe de soutien psychologique »] (offre d'emploi), sur lobbyx.army (consulté le 11 décembre 2024).
26. ↑  (uk) « Хімік : ВАКАНСІЯ » [« Chimiste »] (offre d'emploi), sur lobbyx.army (consulté le 11 décembre 2024).
27. ↑  « 453rd Infantry Battalion »
28. ↑  (uk) 453-й окремий піхотний батальйон, « Пекельна кухня » [« La cuisine de l'enfer »] (page facebook officielle de l'unité attribué par le ministère de la défense d'Ukraine), sur facebook (consulté le 11 décembre 2024).
29. ↑  « 454th Infantry Battalion »
30. ↑  « 455th Infantry Battalion »
31. ↑  (uk) « Майстер взводу БПЛА : ВАКАНСІЯ » [« Maître de peloton de drones »] (offre d'emploi), sur lobbyx.army (consulté le 11 décembre 2024).
32. ↑  « 456th Rifle Battalion »